# Herman Möller
Herman Gustaf Brandelius Möller, född 5 augusti 1882 i Stora Tuna församling, Kopparbergs län, död 21 december 1965 i Ängelholm, var en svensk industriman.
Möller var anställd vid Stora Kopparbergs Bergslags AB och Skutskärs sågverk 1899–1912, chef för skilda trävarubolag i Ryssland 1912–18, verkställande direktör för Kemi Oy i Finland 1921–32, norsk vicekonsul i Kemi 1925, och verkställande direktör för Marma-Långrörs AB i Söderhamn 1932–45.
Möller var styrelseledamot i Svenska cellulosaföreningen, i Svenska trämasseföreningen, i Svenska trävaruexportföreningen, ordförande i Söderhamns landstormsförening och i Söderhamns distrikts luftskyddsförening. Han tillhörde stadsfullmäktige i Söderhamns stad från 1934. Efter pensioneringen var han bosatt i Ängelholm.